# Catedral da Epifania (Moscou)
A Catedral da Epifania em Yelokhovo, Moscou, é uma igreja vicarial do Patriarcado de Moscou. O edifício atual foi projetado e construído por Yevgraph Tyurin entre 1837 e 1845. A igreja original, que ficava na vila de Yelokhovo, perto de Moscou, foi construída entre 1722 e 1731 para a tsarevna Praskovia Ivanovna; em 1790, um campanário de quatro andares foi construído. 
Foi ali que Alexander Pushkin foi batizado em 1799. 

## História
A estrutura atual foi erigida com base num projeto neoclássico de Yevgraph Tyurin. A arquitetura é típica do estilo império tardio com influências europeias. O interior opulento é resultado da restauração realizada em 1912.
Depois do fechamento das catedrais do Kremlin (1918), a destruição da Catedral de Cristo Salvador (1931) e da Catedral de Dorogomilovo (1938), o trono da Igreja Ortodoxa Russa passou para a Catedral da Epifania, a maior igreja ainda aberta em Moscou. Ali foram entronados os patriarcas Sérgio I (1943), Aleixo I (1945), Pimen I (1970) e Aleixo II (1990).
Mesmo durante os difíceis anos da União Soviética, a Catedral da Epifania foi mantida em bom estado e conta-se que o edifício já contava ar condicionado em 1970, aproveitando um aquífero cartesiano de mais de 250 metros de profundidade.
Depois do fim da União Soviética, os serviços religiosos noturnos do Natal e da Páscoa realizados ali eram transmitidos para todo país em rede nacional, um costume que perdurou até a reinauguração da Catedral de Cristo Salvador em 2000.

## Interior
O altar-mor da Catedral está dedicado à Epifania e ao batismo de Jesus. A catedral conta com duas capelas laterais: a da esquerda está dedicada a São Nicolau e a da direita, à Anunciação. O santuário mais popular, contudo, é o que guarda as relíquias de Santo Aleixo de Moscou e o ícone de Nossa Senhora de Cazã.

### Sepultamentos
- Maio de 1944 - patriarca Sérgio I de Moscou, num túmulo de granito de Alexey Shchusev;
- 9 de dezembro de 2008 - Aleixo II da Rússia[1].